# 江川英文
江川 英文（えがわ ひでぶみ、1898年7月19日 - 1966年8月21日）は、日本の法学者。専門は国際私法。学位は、法学博士（東京大学・論文博士・1962年）。東京大学名誉教授。正三位勲二等旭日重光章。弟子に池原季雄など。

## 経歴
1898年、東京府東京市生まれ。早稲田中学校、第一高等学校文科丙類を経て、1922年、東京帝国大学法学部法律学科に入学。

卒業後の1925年、東京帝国大学卒業、東京帝国大学助手に採用される。1927年、東京帝国大学助教授に昇任。1936年、教授に昇任。1959年3月、東京大学を定年退職。同年6月、東京大学名誉教授の称号を受けた。その後も1959年4月より立教大学法学部教授となり教鞭をとり続けた。1962年 、東京大学に『国際私法に於ける裁判管轄権』。
を提出して 法学博士号を取得。
 
学界ならびに関係組織においては、国際法学会理事長、国際私法学会理事長、著作権制度審議会会長、法制審議会国際私法部会長、ハーグ国際私法会議日本政府代表、などをつとめた。比較法国際アカデミー正会員、万国国際法学会会員。1966年、死去。

## 受賞・栄典
- 叙正三位、叙勲二等授旭日重光章。

## 家族・親族
- 父：江川英武は幕末期の韮山代官、明治期の韮山県知事、教育者。
- 妻・美 ‐ 男爵佐藤達次郎の三女[2]
- 長男：江川英晴は東芝元常務[3][4]。
- 次男：江川滉二は医学者。東京大学名誉教授。

## 著書

### 単著
- 『国際私法（改訂版）』 弘文堂 1983年
- 『国際私法（改訂）』 有斐閣 1989年

### 共著
- 『国際私法総論・国籍法』池原季雄・山田鐐一 有斐閣 1973年
- 『国籍法（第3版）』山田鐐一・早田芳郎 有斐閣 1997年